# إريس روجرز
إريس روجرز (بالإنجليزية: Iris Rogers) هي لاعبة كرة الريشة بريطانية، ولدت في 1931.

## روابط خارجية
- إريس روجرز على موقع اتحاد ألعاب الكومنولث (مؤرشف) (الإنجليزية)